# Официални празници в Северна Македония
Официалните празници в Северна Македония са определени от Закона за празниците.
Той определя 3 вида официални празници:
- държавни празници на Северна Македония,
- празници на Северна Македония,
- празници на религиозни общности и етнически малцинства.

| Държавни празници на Северна Македония   | Държавни празници на Северна Македония                       | Държавни празници на Северна Македония |
| Дата                                     | Официално име                                                | Бележки |
| ---------------------------------------- | ------------------------------------------------------------ | --- |
| 24 май                                   | Св. св. Кирил и Методий – Ден на всеславянските просветители | |
| 2 август                                 | Ден на Републиката                                           | Илинден (стар стил) |
| 8 септември                              | Ден на независимостта                                        | национален празник, на този ден през 1991 г. Северна Македония обявява независмиост от Югославия |
| 11 октомври                              | Ден на народното въстание в Македония                        | на този ден през 1941 г. започва „партизанската съпротива“ на Комунистическата партия на Югославия в анексираната от България Вардарска Македония: Душко Наумовски застрелва при разговор стражаря Петър Колев от Прилеп, който е приятел на баща му. |
| 23 октомври                              | Ден на македонската революционна борба                       | на този ден през 1893 г. в Солун д-р Христо Татарчев, Дамян Груев, Иван Хаджиниколов, Петър Попарсов, Антон Димитров и Христо Батанджиев създават организацията Вътрешни Македоно-Одрински революционни комитети (по късно ВМОРО; ВМРО)               |
| 8 декември                               | Св. Климент Охридски                                         | |
|                                          |                                                              | |
| Празници на Северна Македония            |                                                              | |
| 1 януари                                 | Нова година                                                  | |
| 7 януари                                 | Рождество Христово (Коледа)                                  | първият ден от Коледа |
| —                                        | Великден                                                     | вторият ден на Великден, според правослвния обред |
| 1 май                                    | Ден на труда                                                 | |
| —                                        | Рамазан Байрам                                               | първият ден от Рамазан Байрам |
|                                          |                                                              | |
| Верски празници за религиозните общности |                                                              | |
| 6 януари                                 | Бъдник                                                       | за православните християни |
| 19 януари                                | Богоявление (Водици)                                         | за православните християни |
| —                                        | Втория ден от Великден                                       | по григорианския календар; за католиците |
| —                                        | Велики петък                                                 | за православните християни |
| —                                        | Духовден                                                     | петък пред Духовден; за православните християни |
| 28 август                                | Успение на Пресвета Богородица (Голяма Богородица)           | за православните християни |
| 1 ноември                                | Вси светии                                                   | за католиците |
| 25 декември                              | Коледа                                                       | за католиците |
| —                                        | Курбан Байрам                                                | първият ден на Курбан Байрам; за мюсюлманите |
|                                          |                                                              | |
| Празници на малцинствените общности      |                                                              | |
| 27 януари                                | Свети Сава                                                   | за сръбската общност |
| 8 април                                  | Международен ден на ромите                                   | за ромската общност |
| 23 май                                   | Ден на власите                                               | за влашката общност |
| 28 септември                             | Международен ден на бошняците                                | за бошняшката общност |
| —                                        | Йом Кипур                                                    | първият ден на Йом Кипур; за еврейската общност |
| 22 ноември                               | Ден на албанската азбука                                     | за албанската общност |
| 21 декември                              | Ден на преподаването на турски език                          | за турската общност |